# 里納德 (伊利諾伊州)
里納德（英語：Rinard）是位於美國伊利諾伊州韋恩縣的一個非建制地區。該地的面積和人口皆未知。

## 地理
里納德的座標為38°34′15″N 88°27′53″W / 38.57083°N 88.46472°W，而該地的平均海拔高度為140米（即459英尺）。